# Przewodnictwo molowe
Przewodnictwo molowe (molarne) (symbol Λm) – miara zdolności przenoszenia ładunku elektrycznego przez mol substancji rozpuszczonej.
Λm = σ/c
gdzie
σ – przewodnictwo właściwe
c – stężenie substancji w mol/cm3
Dla substancji, których mol jest równy gramorównoważnikowi, przewodnictwo molowe jest równe  przewodnictwu równoważnikowemu.